# Beyerlust

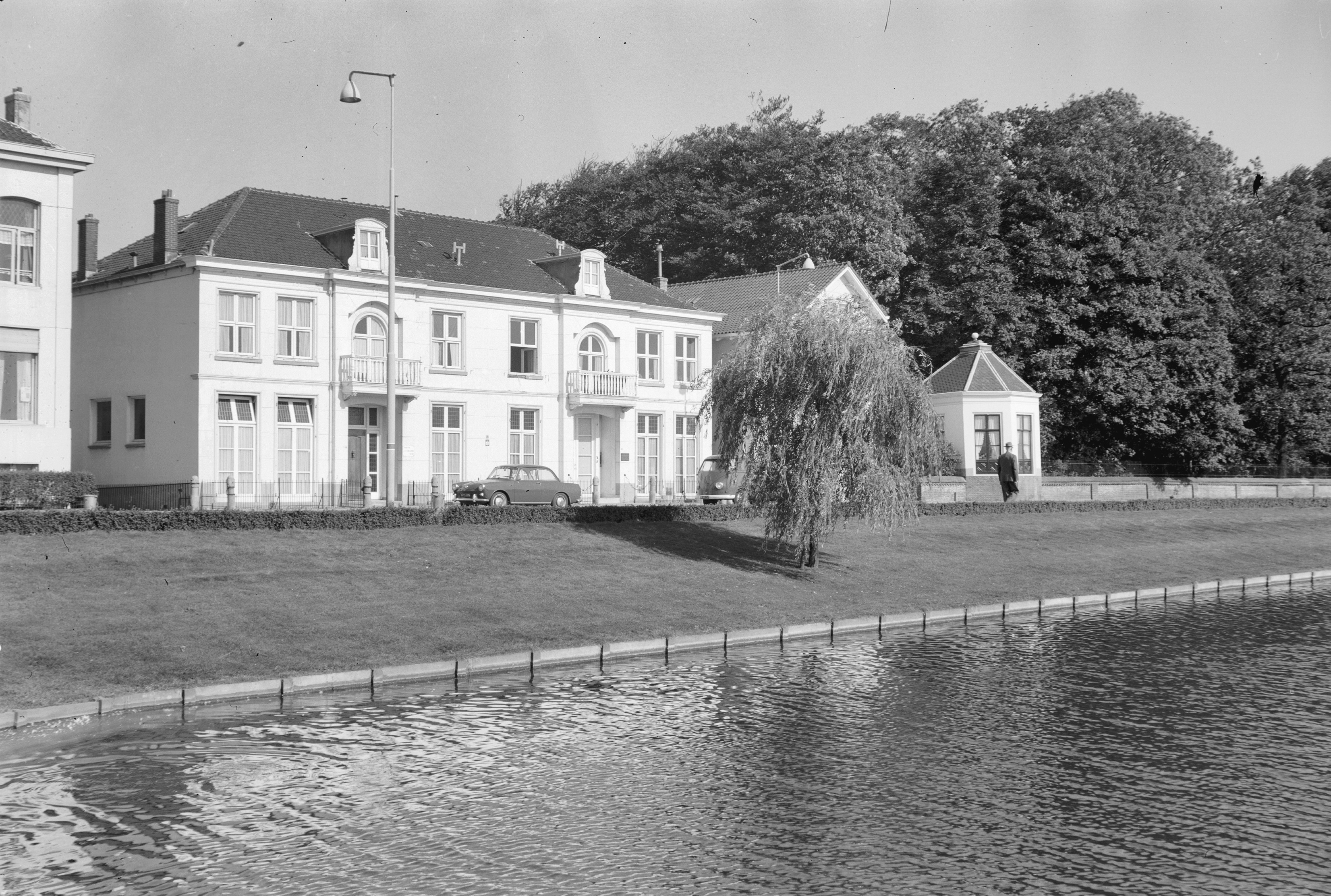
Het bestaande huis Beyerlust in Beverwijk aan de Velserweg

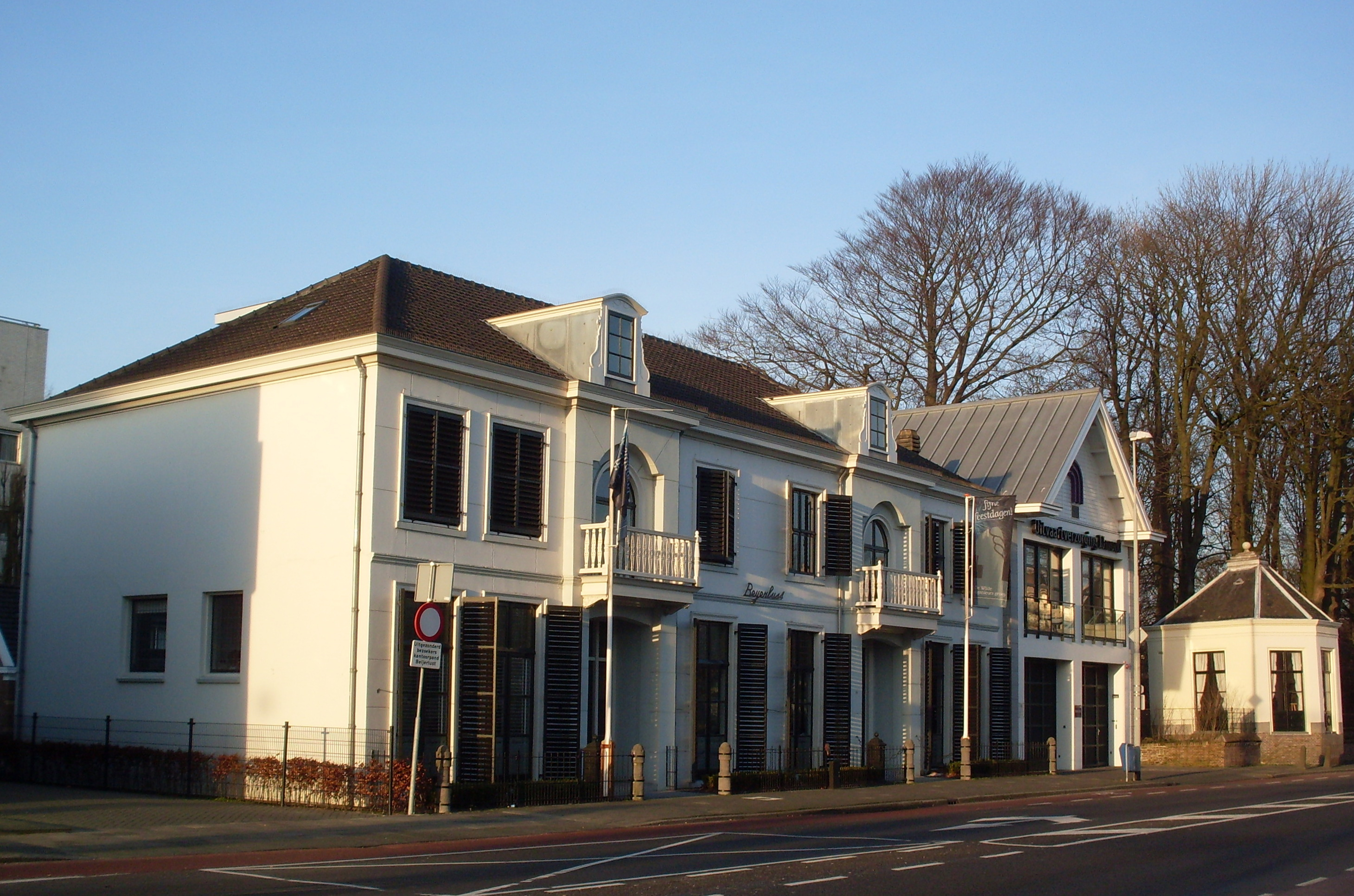
Het bestaande huis Beyerlust in Beverwijk op de plaats van de voormalige hofstede Zuiderwijk

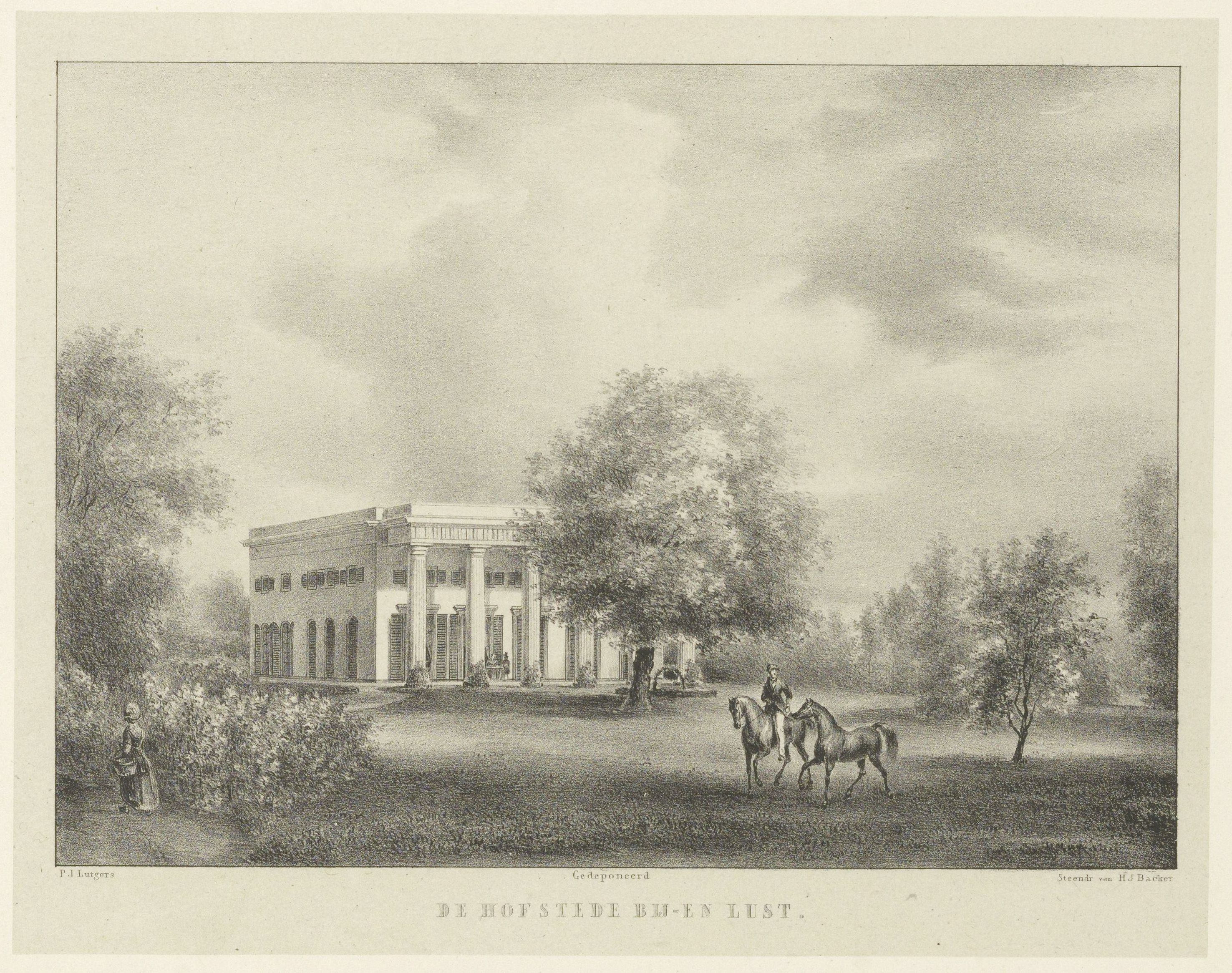
Het voormalige huis Beyerlust in Heemskerk op een litografie van P.J. Lutgers

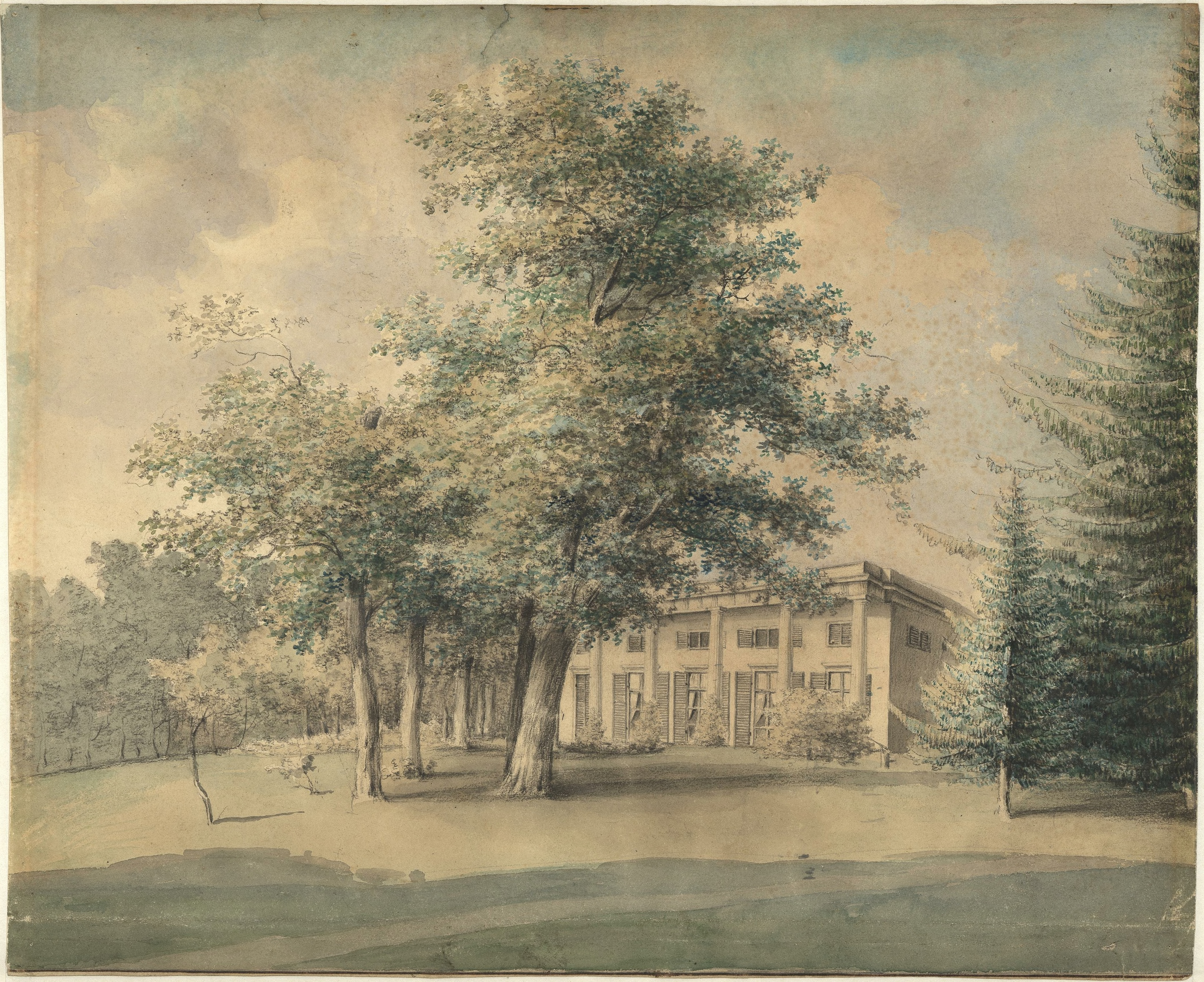
Het voormalige huis Beyerlust in Heemskerk op een tekening uit het Noord-Hollands Archief

Huize Beyerlust is de naam van een voormalige buitenplaats in Heemskerk en een bestaand herenhuis in Beverwijk. De naam wordt ook wel gespeld als Beijenlust of Bijenlust of Bijelust of Beijerlust'.

## Geschiedenis

### Beijerlust in Heemskerk
Huize Beijerlust was gelegen in Heemskerk waar nu de Gerrit van Assendelftstraat uitkomt op de Hoogdorperweg. Haar naam dankt ze aan het feit of legende dat het ooit het jachthuis was van Jacoba van Beieren.
In 1802 koopt Jacob Boreel van Maarten van Orden de hofstede ‘Bijelust met deszelfs heerenhuis, tuinmanswoning, koepel, bosch en landerijen’. Hij laat de hofstede vergroten in neoclassistische stijl. In 1807, wordt de heer J.B. Bicker eigenaar van de buitenplaats, gevolgd door de bankier Nicolaas Peter Muijlman in 1818. Na hem volgen nog acht andere eigenaren totdat in 1868 de buitenplaats geveild wordt. Hermanus Zaalberg, burgemeester van Heemskerk, verwerft het hofstede.
Bij de veiling wordt Beijerlust omschreven als ‘de aangenaam en zeer goed onderhouden hofstede genaamd Beijenlust, met tuinmanswoning …, met vee- en paardestallingen, koetshuis, varkenshok, volière en vijver. Het hecht, sterk en goed onderhouden Heerenhuis heeft van alle zijden een riant uitzicht op de voorliggende landerijen’. Het park om het huis was door de architect Jan David Zocher aangelegd in 1844.
In 1876 was de glorietijd voorbij, het herenhuis werd afgebroken. Van de buitenplaats in Heemskerk is niets meer terug te vinden. Slechts de naam van één de wijken doet er aan herinneren.

### Beijerlust in Beverwijk
Hermanus Zaalberg verwerft het terrein van de voormalige Hofstede Zuiderwijk in Beverwijk. Hier laat hij in 1876 een nieuw dubbel herenhuis bouwen. Hij gebruikt hiervoor de stenen van het afgebroken landhuis in Heemskerk. Hij noemt het nieuwe huis Beyerlust & Zuiderwijk. Maar in de loop van de tijd is naam veranderd naar alleen Beyerlust. Het is in gebruik geweest als woning en notariskantoor, waaronder notaris J.H. Bremmers en notaris A.Th.L. Hoekstra. Tegenwoordig is in Beijerlust een kantoor gevestigd voor een advieskantoor.